# Luma Arles
Luma Arles is een multidisciplinair centrum voor moderne kunst en cultuur in de Zuid-Franse stad Arles.
Het centrum beoogt onderzoekers van zeer verschillende disciplines bij elkaar te brengen om te werken aan vraagstukken van duurzaamheid en natuurbehoud. Het centrum is gesticht door de Fondation LUMA van Maja Hoffmann en gebouwd op een voormalig industrieterrein (‘Parc des Ateliers’) aan de oostkant van Arles. Het werd op 26 juni 2021 geopend.

## Geschiedenis van het bouwterrein
In 1842 besloot de Franse regering de geplande spoorlijn Parijs-Lyon-Marseille via Arles te laten lopen. In Arles werden werkplaatsen gebouwd voor het onderhoud van de locomotieven en treinstellen. Het gekozen bouwterrein grensde aan de restanten van de oude necropolis (de Alyscamps). Na de opening van de spoorlijn in 1848 begon een periode van economische groei voor Arles. Het spoorwegcomplex werd een belangrijke werkgever voor de regio met op het hoogtepunt in 1920 1800 werknemers. Met de elektrificering van het Franse spoorwegnet verloren de werkplaatsen hun betekenis. In 1984 werd het complex gesloten. De gebouwen raakten geleidelijk aan in verval en het geheel werd een desolaat industrieterrein. Na 2000 kreeg het gebied een nieuwe bestemming tijdens het jaarlijkse festival ‘les Rencontres d’Arles’ met foto-exposities en het festival ‘Les Suds’ met concerten. In 2005 kocht de regio Provence-Alpes-Côte d'Azur het gebouw ‘La Chaudronnerie de fer’ op het terrein. Het gebouw diende ooit voor de reparatie van de stoomlocomotieven. Het architectenbureau Moatti & Rivière kreeg de opdracht voor de renovatie. In 2007 werd het gerenoveerde gebouw opgeleverd. Als Grande Halle maakt het nu deel uit van LUMA Arles voor exposities en culturele manifestaties.
In 2008 ondertekende de Fondation LUMA, de stad Arles, de stichting Rencontres d’Arles en de regio Provence-Alpes-Côte d'Azur een overeenkomst voor de ontwikkeling van het project ‘Parc des Ateliers’. Na lange onderhandelingen werd in 2013 het Fond de dotation LUMA Arles in het leven geroepen waarmee het terrein en de voormalige werkplaatsen van de spoorwegen (SNCF d’Arles) werden gekocht.

## Ontwikkeling
In 2004 vestigde Maja Hoffmann de Fondation LUMA in Zürich. Doel van de stichting was het bevorderen van interdisciplinaire projecten voor kunstenaars (met name fotografen), ecologen en natuurbeschermers. Maja Hoffmann is een van de vier kinderen van Luc Hoffmann, de kleinzoon van de oprichter van Roche, een wereldwijd actief biotechnologieconcern. Haar jeugdjaren bracht ze grotendeels door op het domein Tour du Valat in de Camargue dat door haar vader werd veranderd in een onderzoeksinstituut voor toegepast onderzoek op het gebied van ornithologie en natuurbehoud. Maja Hoffmann was en is actief betrokken bij het culturele leven in Arles onder andere bij het jaarlijkse fotografiefestival Rencontres d’Arles en de Fondation Vincent Van Gogh. In 2006 begonnen de werkzaamheden voor de renovatie van het terrein Parc des Ateliers en na de opening van La Grande Halle kwam in 2008 een overeenkomst tot stand tussen de stad Arles, de regio Provence-Alpes-Côte d'Azur en de Fondation LUMA voor de verdere ontwikkeling van het terrein. Maja Hoffmann vroeg Frank Gehry voor het ontwerp van de toren, het architectenbureau Selldorf Architects voor de renovatie van de werkplaatsen en de Belgische landschapsarchitect Bas Smets voor het ontwerp van het landschapspark. In 2014 was de officiële start van de bouwwerkzaamheden met een presentatie van de modellen van Frank Gehry.

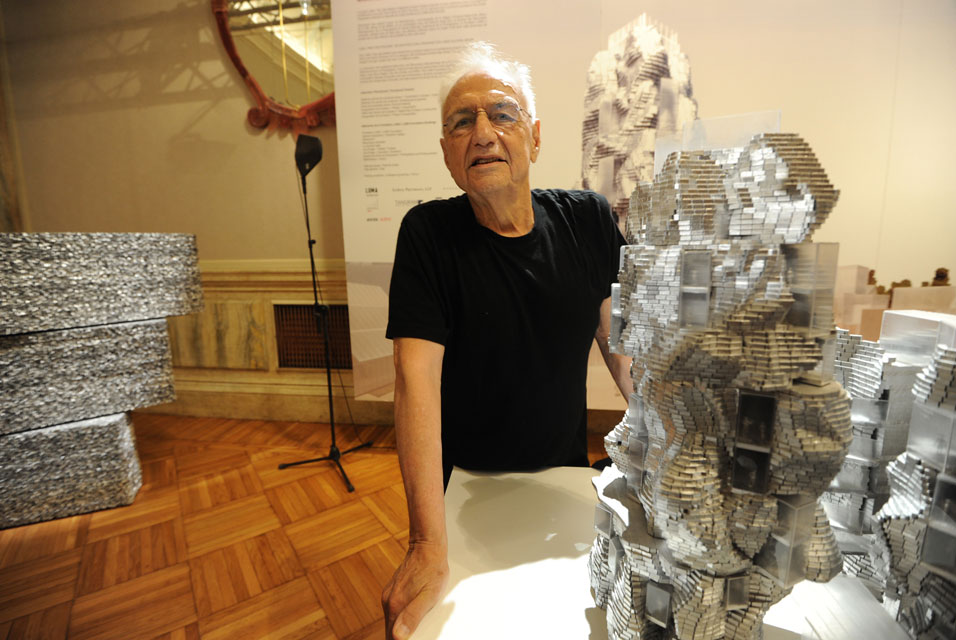
Frank O. Gehry met het model van de Luma-toren

## Luma Parc des Ateliers
Het gebouw ‘Les Forges’ werd in de zomer van 2015 opgeleverd. Tijdens de renovatie werd veel van de oorspronkelijke industriële structuur gehandhaafd. Het gebouw wordt gebruikt voor grote exposities o.a. voor het jaarlijkse les Rencontres d’Arles.
In 2016 werd ‘Mécanique Générale’ open gesteld voor het publiek Dit gebouw diende oorspronkelijk voor de reparatie van treinstellen. Ook hier werd veel van de oorspronkelijke industriële structuur gehandhaafd zoals het stalen geraamte en de gladde betonvloeren.
In mei 2018 werd de renovatie van ‘La Formation’ voltooid. Hier bevinden zich woon- en werkruimten voor onderzoekers en kunstenaars die tijdelijk bij LUMA Arles aan projecten werken. LUMA Arles heeft een eigen onderzoeksafdeling waar geëxperimenteerd wordt met vooral lokale  materialen (textiel, klei, zout, algen).
Het bureau van de Belgische landschapsarchitect Bas Smets veranderde het kale industrieterrein in een landschapspark. Smets liet zich inspireren door het landschap van de Crau en de Camargue. Het park heeft een oppervlakte van 33.793 m². Er zijn 664 bomen geplant en er is een vijver met een oppervlakte van 2560 m² aangelegd. Het benodigde water komt van het Craponnekanaal dat zuidelijk van het Parc des Ateliers loopt. De vorm van de heuvels werd bepaald op grond van windstudies (o.a. voor de effecten van de mistral).

## De LUMA-toren
Op 4 juli 2021 werd de LUMA-toren geopend door Maja Hoffmann. Het door Frank Gehry ontworpen gebouw is 56 meter hoog. Met 10 verdiepingen heeft het een oppervlakte van 15.831 m². Bij het ontwerp liet Gehry zich naar eigen zeggen inspireren door de schilderijen van Vincent van Gogh en wel in het bijzonder door het schilderij ‘De sterrennacht’ uit 1889. De roestvrije stalen blokken zijn een verwijzing naar de ruige rotsformaties van de nabij gelegen Les Alpilles. De begane grond kreeg de vorm van een rotonde, een verwijzing naar het Romeinse Amfitheater van Arles. Een spiraalvormige trap en een 'glijbaan' ('Isometric Slides' ontworpen door Carsten Höller) vormen het hart van het gebouw dat verder grote expositieruimtes en archiefruimten kent.

## Reacties
De komst van LUMA Arles ontmoette zowel positieve als kritische tot negatieve reacties. Voor het door werkloosheid geplaagde Arles hoopte men op de uitbreiding van het aantal arbeidsplaatsen, op de komst van hoogopgeleide werknemers en een groei van het aantal toeristen. De door Frank Gehry ontworpen toren zou kunnen zorgen voor een ‘Bilbao-effect’, naar voorbeeld van de economische en ruimtelijke effecten van de vestiging van het Guggenheim Museum in Bilbao. Daartegenover stonden kritische reacties. Een deel ervan richtte zich op de architectonische aspecten van de ‘Gehry-toren’. Er zou geen relatie zijn met de oude stad. Christophe Catsaros vond het maar een vreemd gebouw zonder de expressieve uitstraling die zo kenmerkend is voor het werk van Gehry. Het contrast met de horizontale lijnen van de mediterrane stad Arles was te groot. De kritiek van een groep bewoners (Les Voisins Vigilants’) richt zich ook op de in hun ogen grote economische en culturele invloed van Maja Hoffmann in Arles. Zij publiceerden een kritisch manifest ‘Manger LUMA’ op de dag van de opening.